# Hevaheva hyalina
Hevaheva hyalina är en insektsart som beskrevs av Crawford 1918. Hevaheva hyalina ingår i släktet Hevaheva och familjen spetsbladloppor. Inga underarter finns listade i Catalogue of Life.